# オスカー・フラウロ
- オスカル・フローロ

オスカー・ルイジ・フラウロ（Oscar Luigi Fraulo, 2003年12月6日 - ）は、デンマーク・南デンマーク地域オーデンセ出身のサッカー選手。エールディヴィジ・FCユトレヒト所属。ポジションはMF。

## クラブ経歴
地元オーデンセのユースチームを経て、2017年にFCミッティランのユースアカデミーに入所。2021年にトップチームに昇格。8月10日のUEFAチャンピオンズリーグ予備予選のPSVアイントホーフェン戦でプロデビュー。2021-22シーズンの出場はごく僅かにとどまったものの、UEFAユースリーグではゴールを量産するこ　など、有望株として注目を集める。
2022年6月24日、ボルシア・メンヒェングラートバッハと4年契約を締結したことが発表された。
2023年8月23日、2023-24シーズンはFCユトレヒトへレンタル移籍することが決定した。

## 代表経歴
2019年から各ユース世代のデンマーク代表に随時招集されている。

## 人物
- 両親はイタリアからの移民。